# Sergio Bravo
Pour les articles homonymes, voir Bravo.
Sergio Bravo Martínez (né le 27 novembre 1927 à Mexico et mort le 9 avril 1997) est un footballeur international mexicain, qui jouait en tant que défenseur.

## Biographie
En club, Sergio Bravo a tout d'abord évolué dans le club du Real Club España, avant de partir rejoindre le club du FC León.
Du côté de la sélection, il a joué onze matchs en dix ans avec l'équipe du Mexique et a participé à la Coupe du monde 1954 en Suisse.

## Palmarès
- Championnat du Mexique (2) :
  - Vainqueur : 1952 et 1956.

- Supercoupe du Mexique (1) :
  - Vainqueur : 1956